# Kelpgrünling
Der Kelpgrünling (Hexagrammos decagrammus) ist ein Meeresfisch, der an der Pazifikküste der USA und Kanadas von der Aleuteninsel Amchitka südlich bis nach La Jolla im südlichen Kalifornien vorkommt. An der Küste des südlichen Kalifornien ist die Art selten, nördlicher häufig.

## Merkmale
Die Fischart hat einen langgestreckten Körper, erreicht eine Länge von 50 bis 60 cm, ein Maximalgewicht von 2,1 kg und zeigt einen deutlichen Geschlechtsdichromatismus, das heißt Männchen und Weibchen sind unterschiedlich gefärbt. Weibchen sind grau bis bräunlich und dicht mit kleinen rotbraunen bis goldfarbenen Punkten gemustert. Die Flossen sind gelblich bis orange. Männchen haben eine graue bis bräunlich olivfarbene Grundfarbe und zeigen auf dem Vorderkörper unregelmäßige blaue Flecke, die von kleinen rotbraunen Punkten umgeben sind. Das Innere des Maules ist gelb. Am Ende der zweiten, weichstrahligen Rückenflosse findet sich oft ein Fleck. Wie alle Hexagrammos-Arten hat der Kelpgrünling fünf Seitenlinien. Die Schwanzflosse ist abgerundet. Die Afterflosse besitzt für gewöhnlich einen weichen Flossenstachel.
- Flossenformel: Dorsale XXI–XXII/24, Anale I/23–24.

Von anderen Hexagrammos-Arten kann der Kelpgrünling vor allem anhand der Färbung unterschieden werden.

## Lebensweise
Der Kelpgrünling lebt einzelgängerisch und küstennah in Tangwäldern auf Felsen, seltener über sandigen Böden bis in Tiefen von 46 Metern. Er ernährt sich von Krebstieren, Borstenwürmern, Schlangensternen, Weichtieren und kleinen Fischen. Junge Kelpgrünling gehören zur Beute der Steelhead-Forelle (die anadrome Wanderform der Regenbogenforelle) und anderer Lachsfische.
In Kalifornien laichen die Fische im Dezember und Januar bei Wassertemperaturen von 9 bis 12 °C. Der Golf- oder Tennisball große Eiballen wird auf einem festen Untergrund oder an Seepocken oder Hydrozoen abgelegt und bis zum Schlüpfen der Fischlarven vom Männchen bewacht. Ein Männchen kann bis zu zehn Eiballen von verschiedenen Weibchen bewachen. Die Eier haben einen Durchmesser von 2,2 bis 2,5 mm und ein Eiballen kann 1000 bis 10.000 Eier enthalten. Bei einer Temperatur von 10 °C schlüpfen die Fischlarven nach etwa 30 Tagen. Der Kelpgrünling kann 18 Jahre alt werden. Sie werden recht häufig geangelt.